# Theodor Benda
Theodor Benda (* 24. Juni 1858 in Berlin; † 26. Juli 1941) war ein deutscher Mediziner.

## Leben
Er war der Sohn des Mediziners Max Siegfried Benda und dessen Ehefrau Pauline Benda geborene Hirschfeld. Er studierte nach dem Schulbesuch Medizin an der Friedrich-Wilhelm-Universität zu Berlin und an der Universität Heidelberg. Im Jahre 1881 promovierte Benda zum Dr. med. Die Approbation erhielt er im darauffolgenden Jahr. Danach war er als Assistenzarzt tätig. 1888 wurde er Nervenarzt in Berlin. Aufgrund seiner Verdienste als Neurologe wurde ihm im Jahre 1904 der Titel Geheimer Sanitätsrat verliehen.
Theodor Benda war bei seinen neurologischen Forschungen u. a. bemüht, eine Ursache von Schülersuiziden zu finden. Er fand diese in der Annahme, dass der Hauptgrund dafür enorme Verzweiflung über Misserfolge in der Schule seien. Aus seiner Sicht wären die Lehrpläne in den damaligen Schulen Deutschlands nicht für Durchschnittsschüler, sondern nur etwas für hoch- und vielbegabte Schüler. 1907 empfahl Benda die Einrichtung von Sonderklassen für die Schwachbegabten auf den höheren Schulen in Deutschland.
Von 1904 bis 1919 war  Benda Mitglied der Deputation für die städtische Irrenpflege in Berlin.

## Familie
Theodor Benda heiratete Bertha Benda, geborene Hirschfeld. Aus der Ehe gingen die Kinder Otto, Heinrich Alexander Ludwig und Max E. Benda hervor. 
Sie wohnten in Berlin W 35, Dörnbergstraße 1.

## Schriften (Auswahl)
- Über die Zusammenhänge von Herz- und Geisteskrankheiten, o. J.
- (mit Georg Lewin): Ueber Erythromelagie, 1894.
- Nervenhygiene und Schule. O. Coblentz, Berlin 1900.
- Die Schwachbegabten auf den höheren Schulen (= Gesunde Jugend, II). B. G. Teubner, Leipzig und Berlin 1902.
- Besonderheiten in Anlage und Erziehung der modernen Jugend. In: Zeitschrift für Pädagogische Psychologie, Pathologie und Hygiene 7 (1905), S. 206–218.
- Ist das französische Volk zurechnungsfähig? In: Kölnische Zeitung vom 26. August 1915.